# Gibbasilus arenaceus
Gibbasilus arenaceus là một loài ruồi trong họ Asilidae. Gibbasilus arenaceus được Londt miêu tả năm 1986. Loài này phân bố ở vùng nhiệt đới châu Phi.